# Mohrova kružnice

Mohrova kružnice znázorňující všeobecný trojrozměrný stav napjatosti. Tři hlavní napětí vyjadřující stav napjatosti jsou σ_{1}, σ_{2}, and σ_{3}.

Mohrova kružnice je diagram znázorňující stav napjatosti určitého bodu v rovině, pokud je známo hlavní napětí, nebo normálové a smykové napětí ve dvou navzájem kolmých rovinách. Mohrova kružnice umožňuje znázornit dvou- i třírozměrné napětí. Na abscise (ose x) je v grafu znázorňováno normálové napětí (σ – sigma) a na ordinátě (ose y) je znázorněno smykové (tangenciální) napětí (τ – tau). Konstrukce Mohrovy kružnice umožňuje rychlé grafické odhady vlastních hodnot a vlastních vektorů, což je vhodné zejména pro ověřování analytických výsledků. Metodu Mohrovy kružnice je možno použít i pro libovolný symetrický tenzor v rovině.

## Způsob konstrukce
Kružnice je narýsovaná v pravoúhlém souřadnicovém systému tak, že na osu x se vynáší normálové napětí. Existují ale určité odlišnosti ve způsobu zápisu tlakového a tahového napětí. V geologii je dnes běžné zapisovat tahové napětí nalevo od nuly (záporné hodnoty hlavních napětí); pokud jde o tlak, hodnoty jsou vynášeny na kladnou část přímky (doprava). V inženýrské mechanice se používá opačná forma zápisu. Existují také odlišné formy zápisu smykového napětí na ose y, kde jsou kladné hodnoty vynášeny buď do spodní poloroviny, nebo do vrchní poloroviny. Oba způsoby vynášení jsou však ekvivalentní.
Středem kružnice je bod získaný vynesením (osy x) se souřadnicemi {\displaystyle {\frac {\sigma _{1}+\sigma _{3}}{2}}}. Její poloměr má velikost odpovídající hodnotě {\displaystyle {\frac {\sigma _{1}-\sigma _{3}}{2}}}. (Rozdíl {\displaystyle \sigma _{1}-\sigma _{3}} se také nazývá deviátor hlavních napětí.) Prochází hodnotami σ1 (maximální normálové napětí) a σ3 (minimální normálové napětí).

Odečet úhlu 2θ

Každý bod kruhu, resp. jeho souřadnice, je vyjádřením složek normálového a smykového napětí, které působí ve dvou libovolně natočených plochách řezů proložených některým z bodů tělesa. Jinými slovy, obvod kruhu je místem, které představuje stavy napjatosti různých směrů pro všechny různě skloněné plochy. To znamená, že pro jakýkoli bod nacházející se na kruhu je možné z os x a y diagramu odečítat hodnoty jeho normálového a smykového (střižného) napětí. Body kružnice vyjadřují orientace rovin od 0 do 90° od směru osy σ1. Orientaci úhlu (2θ), který svírá rovina řezu se σ1, lze z grafu odečíst jako dvojnásobek úhlu mezi osou x a spojnicí daného bodu se středem kružnice. Z Mohrovy kružnice lze také odečítat úhel vnitřního tření φ pro určitý stav napjatosti. Představuje ho úhel svíraný tečnu kružnice v daném bodě a osou x.
V ideálním případě rovina, ve které působí největší smykové napětí, svírá s rovinami, ve kterých působí, maximální normálové napětí σ1 (a σ3 – minimální normálové napětí), úhel 45°. Na Mohrově kružnici se zobrazí do bodu na vrcholu kružnice, který se protíná s úhlem 2θ o velikosti 90°. Naopak v rovinách, které jsou rovnoběžné se σ1, je smykové napětí nulové a normálové napětí maximální. Tuto podmínku splňují řezy, které jsou rovnoběžné s osou x, tedy 2θ je rovna 0 resp. 180°.

## Historie
Kružnice je pojmenována na počest německého inženýra Christiana Otta Mohra, který se zabýval znázorněním prostorového napětí. Jeho práce věnovaná znázornění na kružnici byla vydána v roce 1882. Jako první použil grafické znázornění při posuzování podélných a příčných napětí v nosnících Karl Culmann. Mohrova kružnice rozšířila možnosti znázornění dvoj- a trojrozměrného napětí a také umožnila předpovídat podmínky porušení materiálu.